# Puerto San José
Puerto San José é uma município da Guatemala localizado no departamento de Escuintla.